# École nationale supérieure d'arts et métiers de Châlons-en-Champagne
Pour les articles homonymes, voir École nationale supérieure d'arts et métiers (homonymie), Arts et métiers et ENSAM.
Le campus Arts et Métiers de Châlons-en-Champagne (anciennement École nationale supérieure d'arts et métiers de Châlons-en-Champagne) est l'un des 11 principaux sites de l'École nationale supérieure d'arts et métiers. Les premiers bâtiments datent du XVIIIe siècle.

## Localisation
Elle se trouve à Châlons-en-Champagne place de l’École des Arts et Métiers.

## Historique
L'école Arts et Métiers qui tire son existence de l'école Liancourt créée en 1780, s'installe à Châlons dans l'École Royale d'artillerie qui y était de 1790 jusqu'en 1803 lors de sa fusion et de son transfert pour École d'application de l'artillerie et du génie de Metz. 

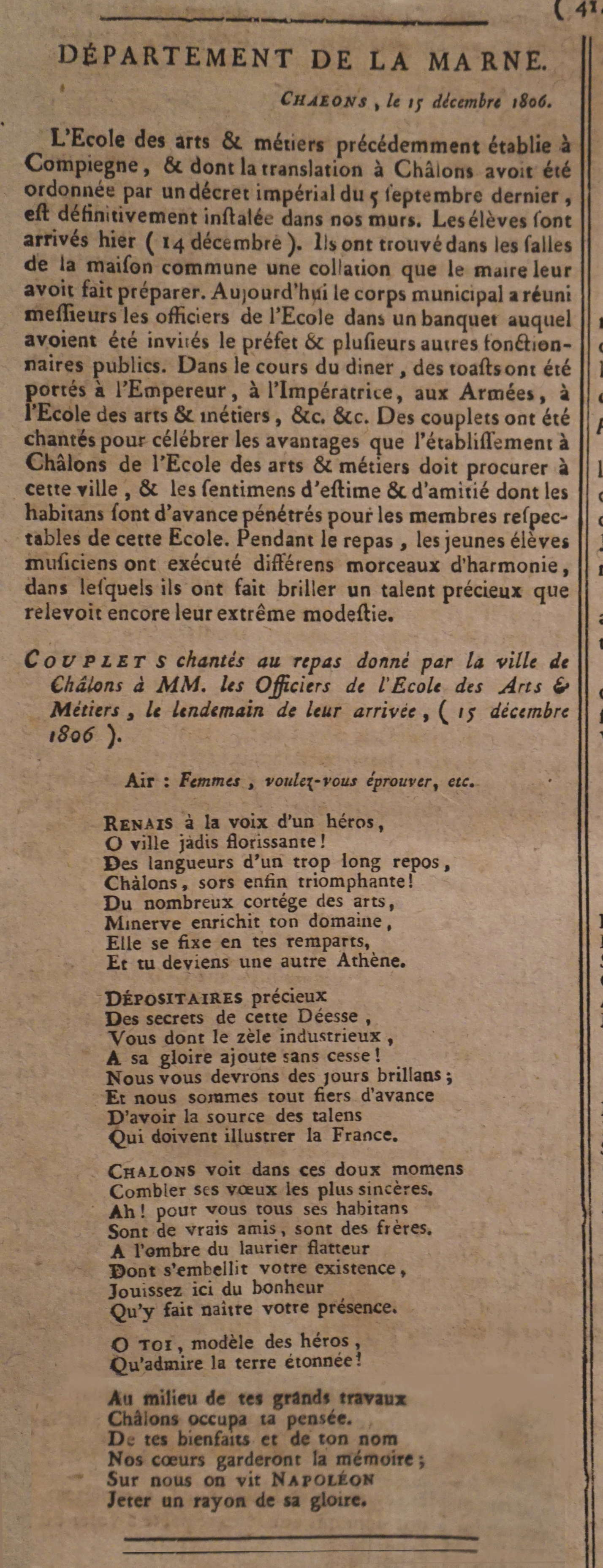
Chant d'accueil des élèves le 14 décembre 1806.

Il accueillait à partir de 1806 les étudiants des Arts et Métiers.  L'évolution de l'école a entraîné des modifications et des constructions nouvelles pendant le XIXe siècle par  l'aménagement des cours, l'ancien grand séminaire devient le logement des élèves, le bâtiment des Dames régentes sert aux ateliers, puis au logement du directeur. Construction de l'infirmerie en 1853-1854 sur les plans de M. Isabelle. Les ateliers sont reconstruits après un incendie en 1895, en deux phases de construction : l'une à la fin du XIXe siècle (atelier d'usinage), un autre après la Première Guerre mondiale (fonderie).

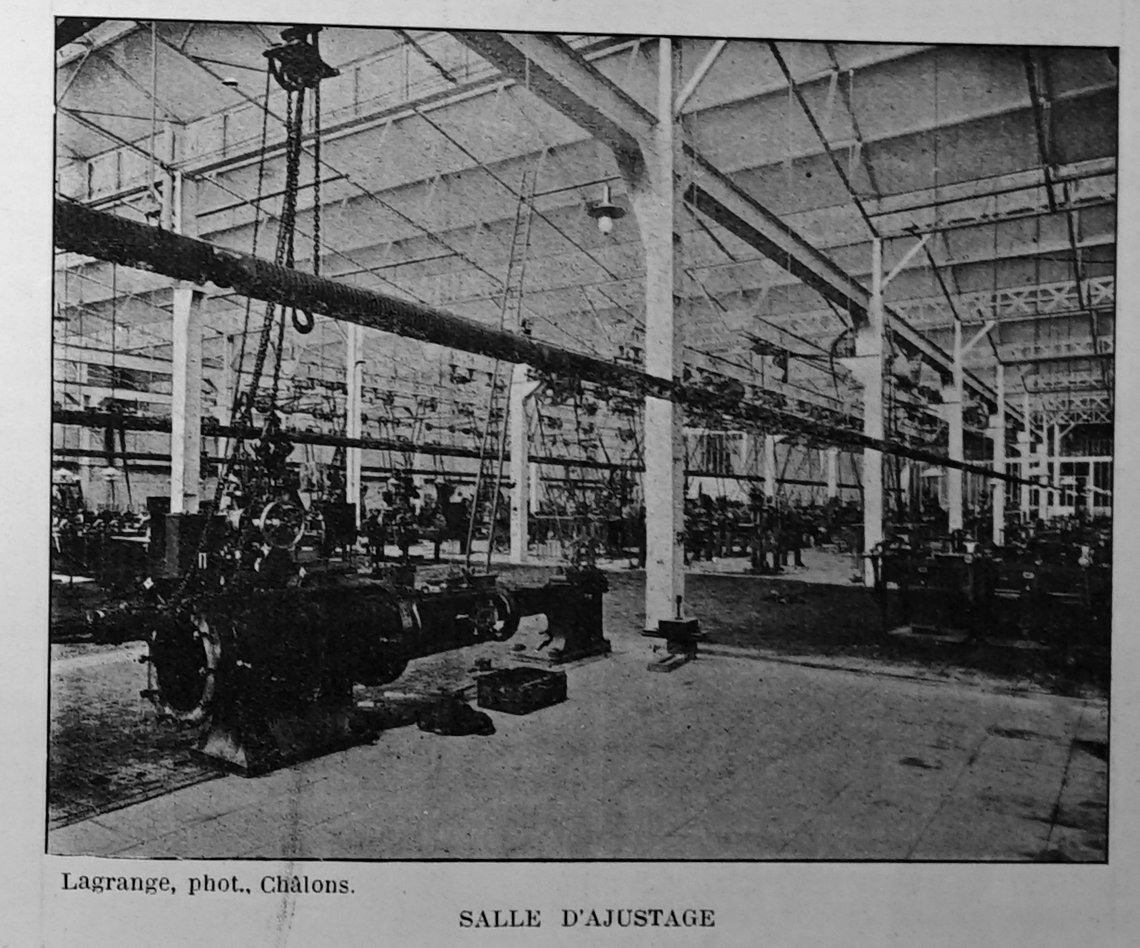
Les ateliers,
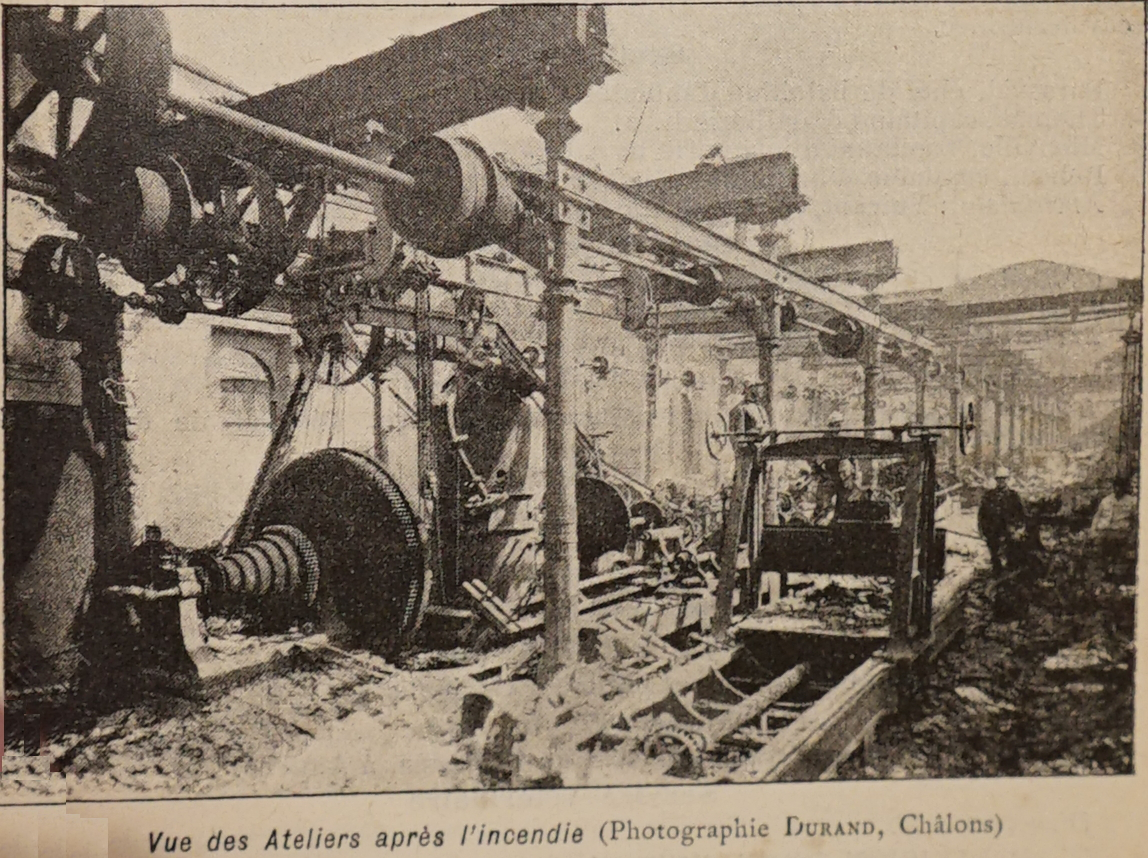
détruits
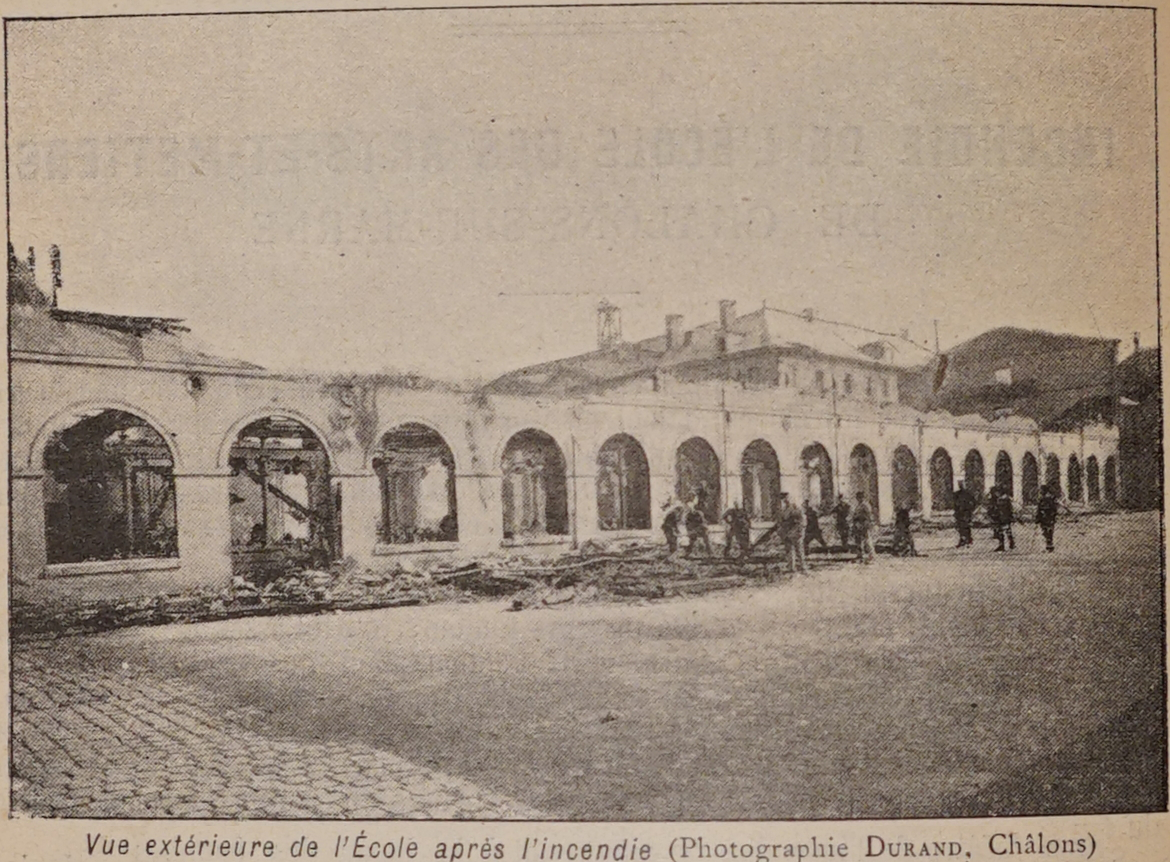
en 1895.

## Parties protégées
Certaines parties et bâtiments de l'école sont classés aux monuments historiques : 
- Classement par arrêté du 16 novembre 1984 : façades et toitures de l'ancien séminaire, du pavillon Empire, actuellement infirmerie
- Inscription par arrêté du 16 novembre 1984 : façades et toitures de l'ancien couvent des dames régentes
- Inscription par arrêté du 3 novembre 1997 :

1. Cour de la Direction (à l'ouest de l'ancien bâtiment des Dames Régentes) : sol de la cour ; galerie nord ; bâtiment sud (façade et toiture) ; bâtiment ouest à pignons (façades et toitures) ; piles et grilles séparant la cour du jardin de l'infirmerie de la cour du directeur, avec leurs murets ; à l'intérieur du bâtiment de la direction : passage d'entrée et les deux porte-flambeaux avec leur socle, la cage d'escalier avec son escalier.
2. Ancienne infirmerie : jardin de l'infirmerie avec ses murs anciens.
3. Cour de service (au nord) ; façades et toitures des parties suivantes : les deux ailes nord (le long de la rue du rempart), l'aile est (le long de la rue de la Rochefoucault-Liancourt), l'aile séparant les deux cours, la façade sur cour de l'aile ouest de la cour ouest, le pavement des deux cours

## Images

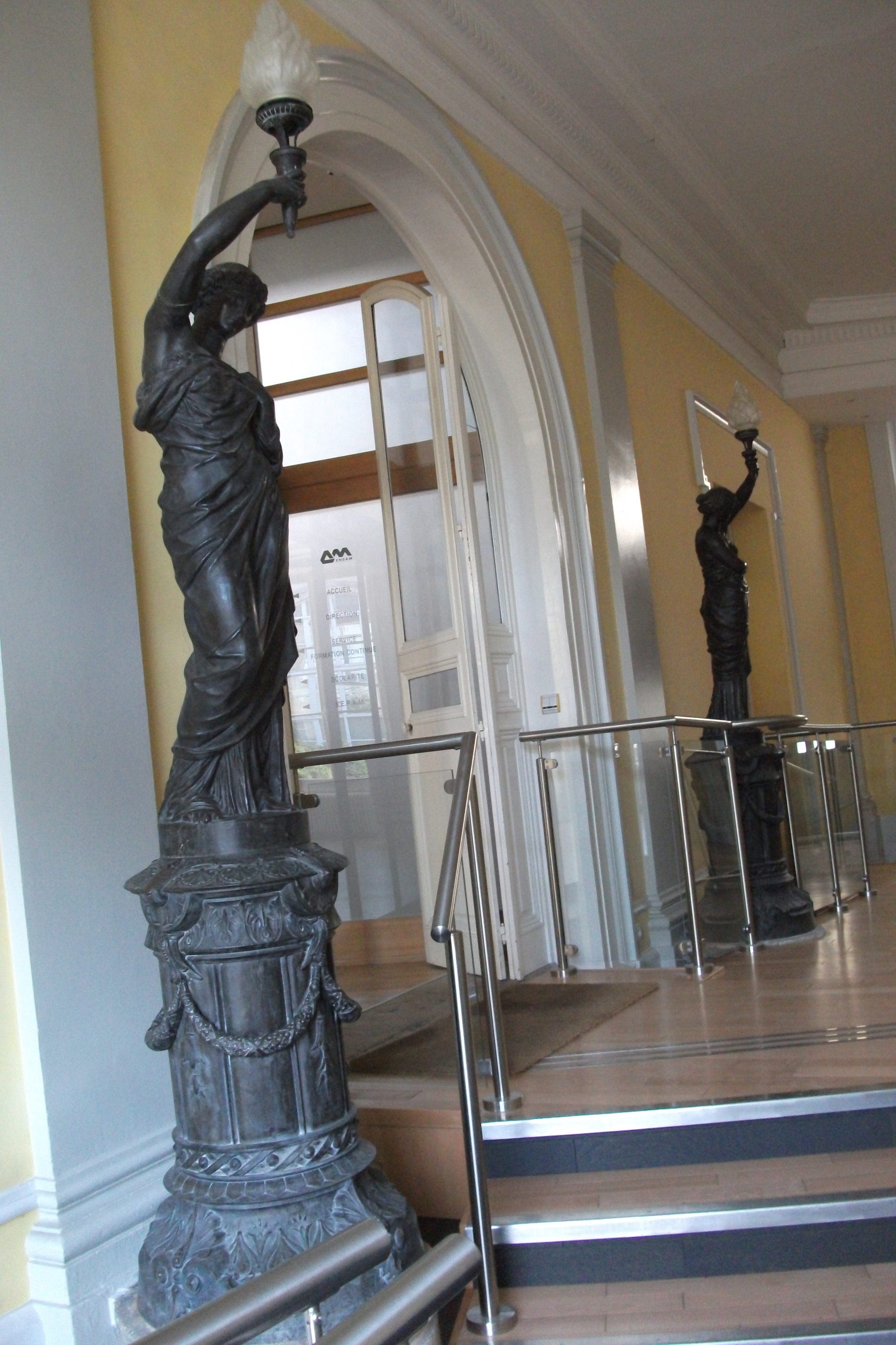
Hall.
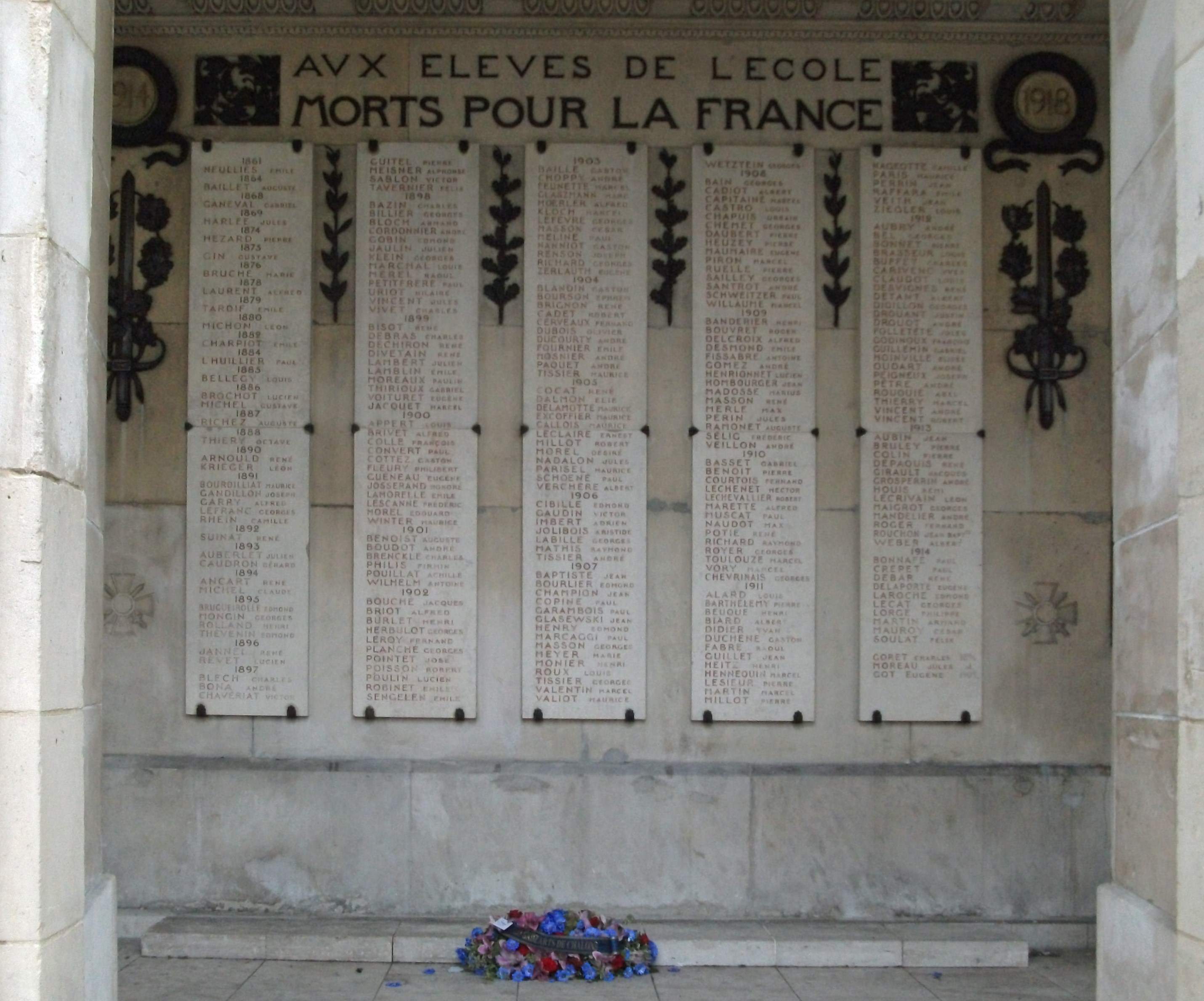
Monument aux morts.
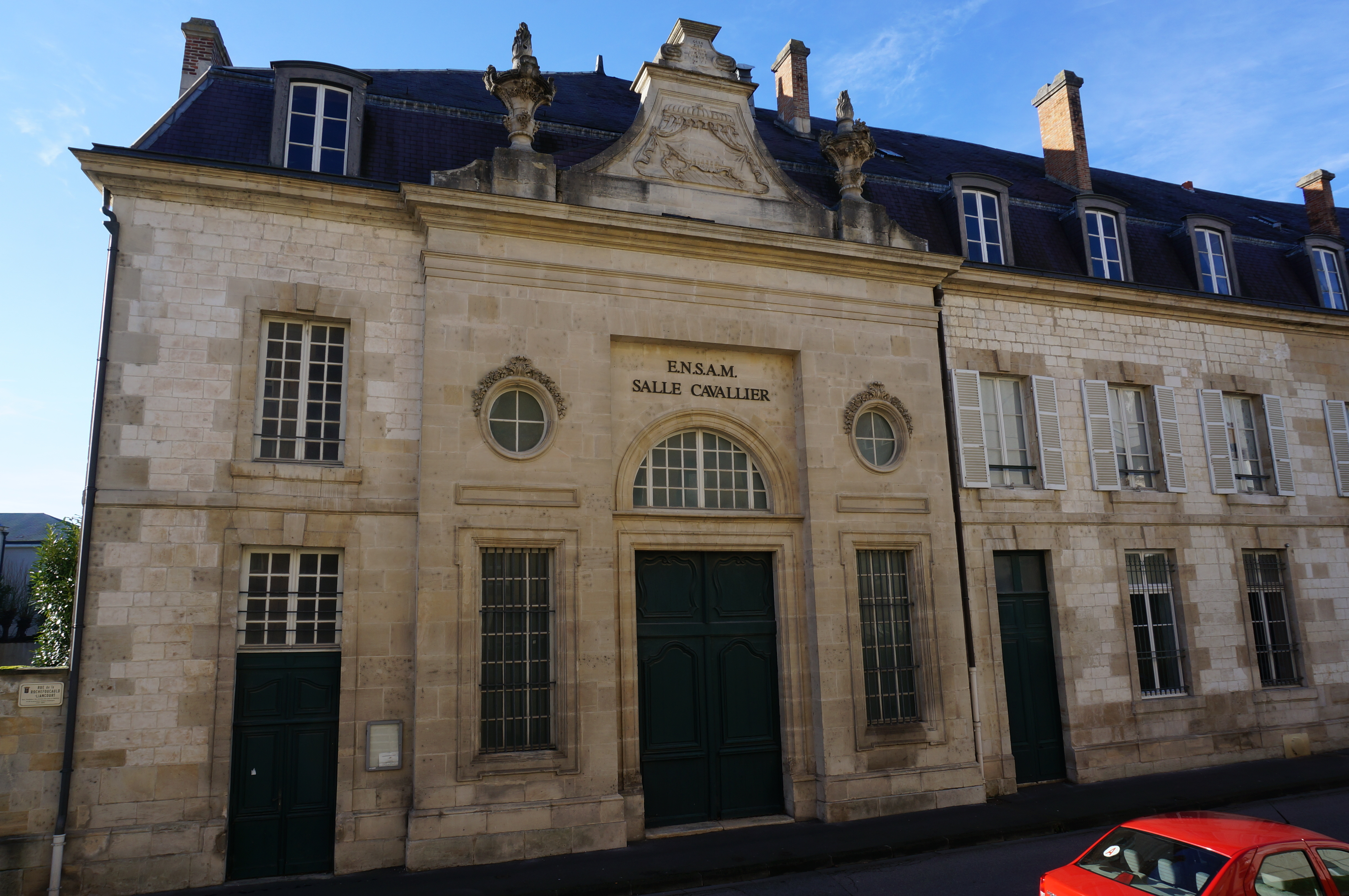
Ancien portail de la salle Cavalier.
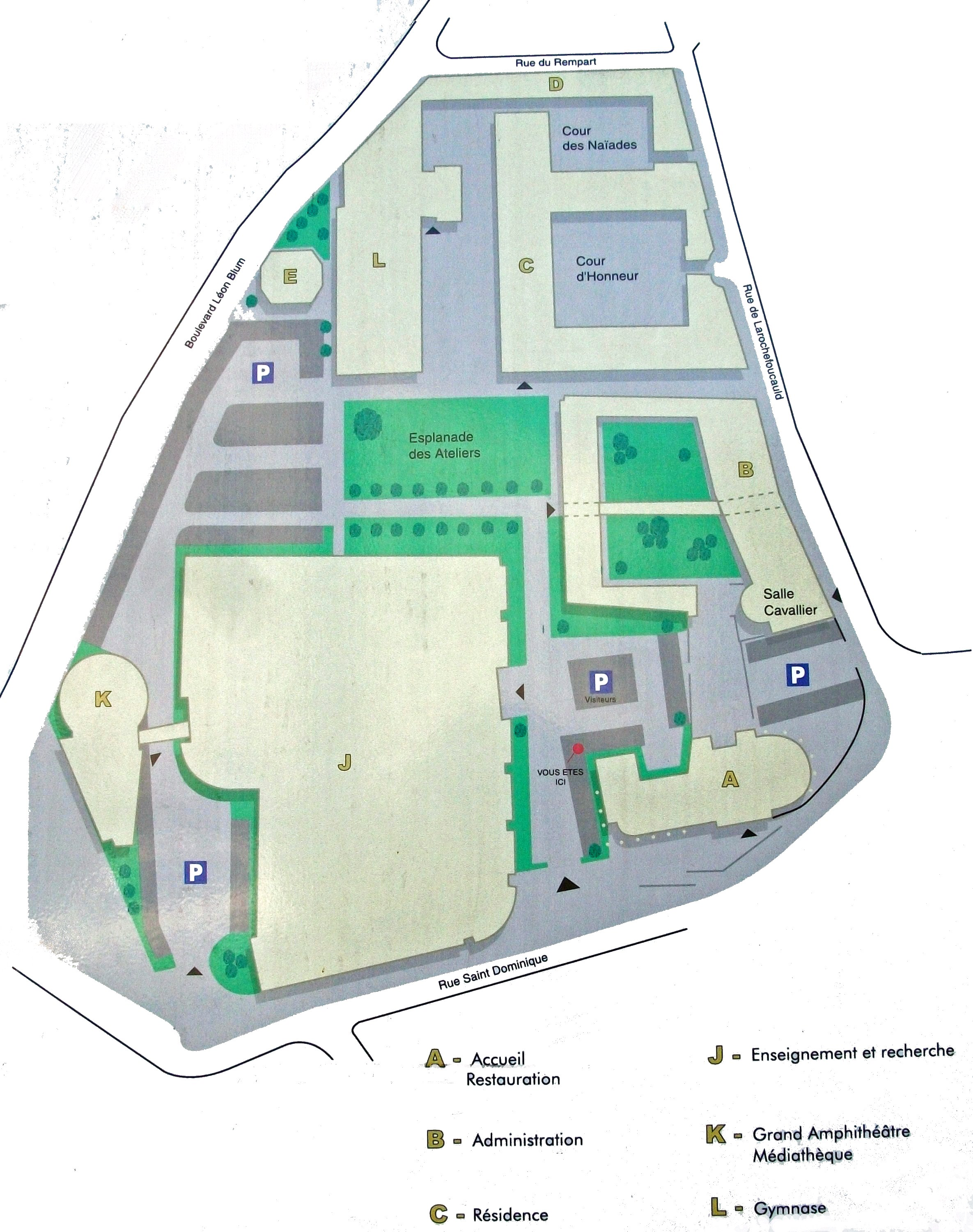
Plan de l'école.
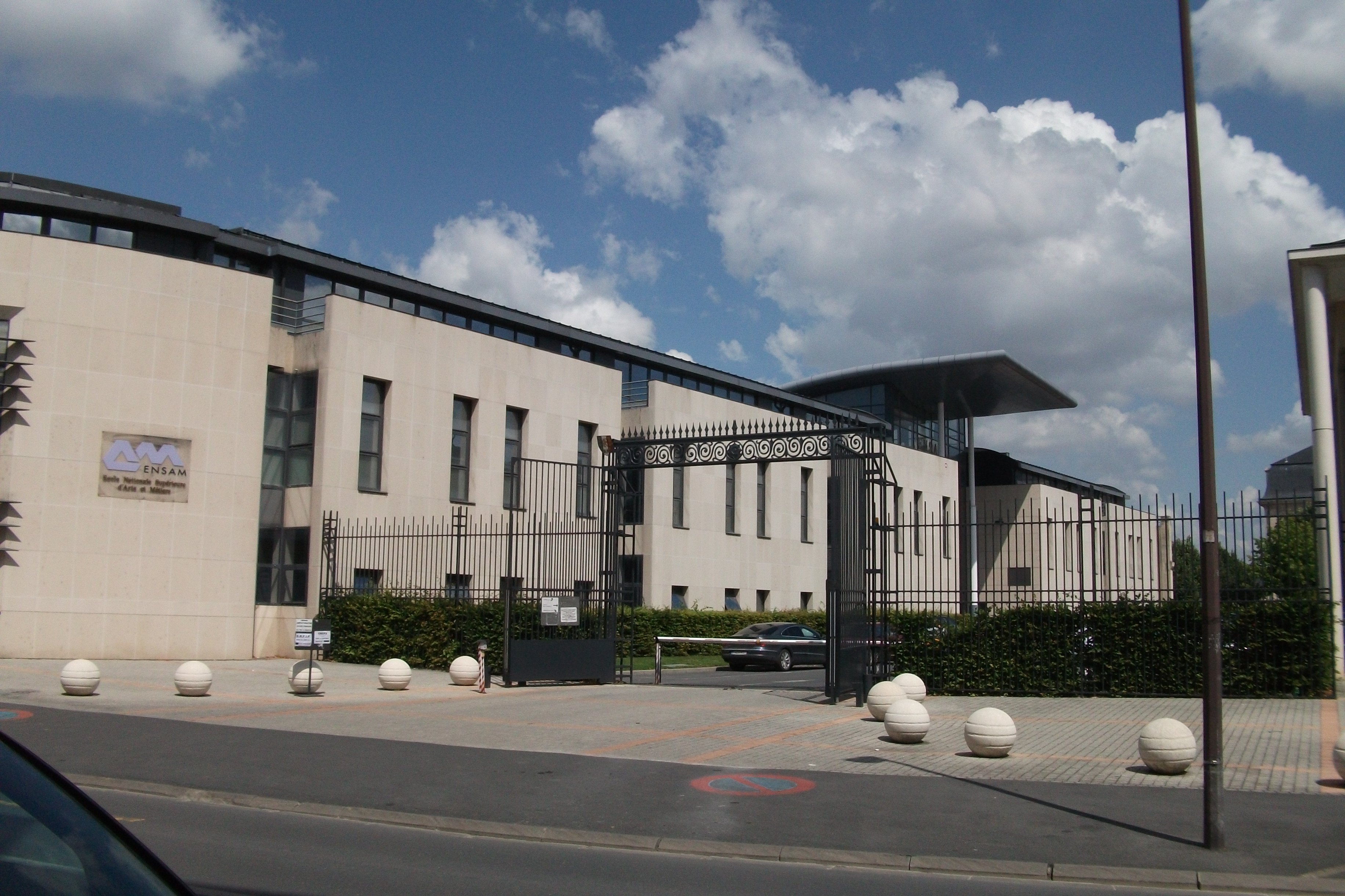
Bâtiments nouveaux.